# Alex Hammerstone
Pour les articles homonymes, voir Rohde.
Alex Rohde (né le 17 janvier 1991 à Glendale) est un catcheur américain connu sous le nom de ring d'Alex Hammerstone.
Il commence sa carrière dans des petites fédérations de l'Arizona, de la Californie et du Nevada avant de rejoindre la MLW en 2019. Là-bas il forme le trio The Dynasty avec Maxwell Jacob Friedman et Richard Holliday. Il devient le premier champion national toutes catégories de la MLW en remportant un tournoi.

## Jeunesse
Alex Rohde est fan de catch depuis l'enfance et regarde souvent les émissions de la World Wrestling Federation / World Wrestling Entertainment à la télévision avec son frère. Il a essayé de faire partie de l'équipe de football américain de son lycée mais l'entraîneur ne l'a pas conservé car il est alors trop frêle. Après le lycée, il part étudier dans une université afin de devenir ingénieur. Il arrête ses études pendant un an afin d'être au chevet de son père qui est alors malade.

## Carrière de catcheur

### Débuts (2013-2019)
Alors qu'il est au chevet de son père, Alex Rohde décide d'arrêter ses études pour devenir catcheur. Il s'entraîne au sein de l'école de catch de Championship Wrestling from Arizona. Il y fait ses débuts le 13 avril 2013 sous le nom d'Alexander Hammerstone où il bat The Prophet. Par la suite, il lutte à Las Vegas à la Future Stars of Wrestling et dans diverses fédérations de catch californienne. Durant cette période, il effectue trois essais avec la World Wrestling Entertainment mais n'est jamais engagé.

### Major League Wrestling(2019-2023)

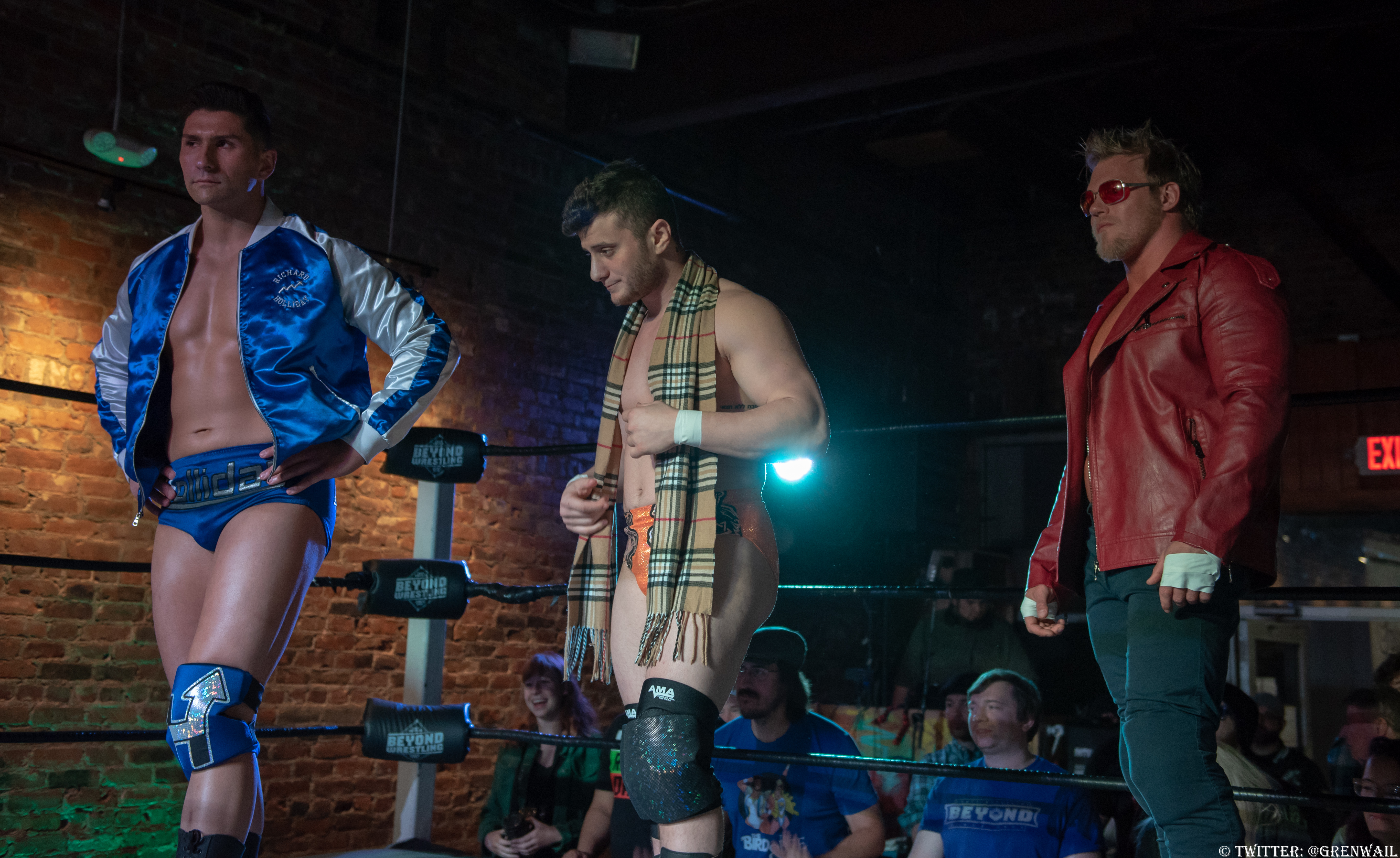
The Dynasty (Richard Holliday, Maxwell Jacob Friedman et Alex Hammerstone) en avril 2019.

Alexander Hammerstone fait ses débuts à la Major League Wrestling durant l'enregistrement de MLW Fusion du 16 février 2019. Ce jour-là, il bat rapidement Ariel Dominguez. Le 16 mars, il intègre l'équipe Dynasty composée de Maxwell Jacob Friedman et Richard Holiday après qu'Hammerstone a attaqué Davey Boy Smith, Jr. et Brian Pillman, Jr.. La semaine suivante, il remporte son combat face à Pillman. Le 5 avril, la MLW organise Battle Riot au cours duquel se déroule un Battle Riot match, une variante du Royal Rumble match où on peut aussi éliminer ses adversaires par tombé ou soumission. Il entre en 33e position et élimine Pillman, Dominguez et Davey Boy Smith, Jr. pour faire partie des derniers participants avant de se faire sortir par Sami Callihan. Le 18 avril, la MLW annonce la création du championnat national toutes catégories et Hammerstone fait partie des quatre participants du tournoi désignant le premier champion,. Il remporte ce tournoi en éliminant Gringo Loco le 11 mai puis Brian Pillman, Jr. le 1er juin,.

### Total Nonstop Action Wrestling (2024-2025)
Le 13 janvier 2024, lors de Hard to Kill, il perd contre Josh Alexander.
Le 29 février 2024, il signe à la Total Nonstop Action Wrestling.
Le 7 mars 2025, il annonce son départ de la TNA.

## Palmarès
- Arizona Wrestling Federation (AWF)
  - 2 fois champion par équipes de l'AWF avec Joe Graves[15]
- Future Stars of Wrestling (FSW)
  - 3 fois champion poids lourd de la FSW (actuel)[16]
  - 1 fois champion poids lourd du Nevada de la FSW[17]
  - 1 fois champion par équipes de la FSW avec Joe Graves[18]
- Global Syndicate Wrestling (GSW)
  - 1 fois champion du monde de la GSW (actuel)[19]
- Lions Pride Sports
  - 1 fois champion 360 de la Lions Pride Sports[20]
- Major League Wrestling (MLW)
  - 1 fois champion national toutes catégories de la MLW[21]
  - 1 fois champion du monde poids lourd de la MLW[22]
  - MLW National Openweight Title Tournament
- Pacific Coast Wrestling Ultra (PCW Ultra)
  - 1 fois champion poids lourd de la PCW Ultra (actuel)[23]
- Paragon Pro Wrestling (PPW)
  - 1 fois champion par équipes de la PPW avec Alex Chamberlain[24]
- West Coast Wrestling Connection (WCWC)
  - 1 fois champion Legacy de la WCWC[25]
  - 3 fois champion poids lourd Pacific Northwest de la WCWC[26]
  - 1 fois champion par équipes de la WCWC avec The Grappler 3[27]
- West Coast Pro Wrestling
  - 1 fois champion poids lourd de la West Coast Pro Wrestling[28]
  - West Coast Pro Wrestling Heavyweight Title Tournament[29]

## Récompenses des magazines
- Pro Wrestling Illustrated

| Année | 2016 | 2017 à 2018 | 2019 | 2020 | 2021 | 2022 | 2023 | 2024 |
| ----- | ---- | ----------- | ---- | ---- | ---- | ---- | ---- | ---- |
| Rang  | 456  | Non classé  | 376  | 98   | 54   | 24   | 18   | 154  |